# Vierogige koraalvlinder
De vierogige koraalvlinder of Caraïbische oogvlek koraalvlinder (Chaetodon capistratus) behoort tot de orde van de baarsachtigen en de familie van de koraalvlinders. Ondiepe koraalriffen in de Golf van Mexico vormen zijn leefgebied. De vis kan een lengte tussen de 10 en 15 centimeter bereiken.
Vierogige koraalvlinders leven meestal in paartjes. De relatie tussen zo'n koppeltje heeft vaak een langdurig karakter en lijkt op een mate van monogamie te duiden.
De vis voedt zich met verschillende soorten manteldieren. Vooral tentakels van kokerwormen en koralen worden veel gegeten. Natuurlijke vijanden van deze koraalvlinder zijn murenen en haaien.
Op de vierogige koraalvlinder wordt gevist om in de behoefte te voorzien deze vis in aquaria te houden. Het plaatsen van deze vis in een rifaquarium met koraal is gezien zijn voedselpartoon geen goed idee.